# Amanda Plummer
Amanda Plummer (New York, 1957. március 23. – ) háromszoros Primetime Emmy-díjas és Tony-díjas  amerikai színházi, televíziós és filmszínésznő.

## Életes és pályafutása
Szülei Christopher Plummer és Tammy Grimes színészek. 
Színpadi munkáiról és olyan filmekben játszott szerepeiről ismert, mint a Joe és a vulkán, A halászkirály legendája, Ponyvaregény és Az éhezők viadala: Futótűz.

## Filmográfia

### Film
| Év   | Magyar cím                 | Eredeti cím                                | Szerep                       | Magyar hang         |
| ---- | -------------------------- | ------------------------------------------ | ---------------------------- | ------------------- |
| 1981 | A vadnyugat boszorkái      | Cattle Annie and Little Britches           | Anna "Cattle Annie" McDoulet | Biró Anikó          |
| 1981 | A vadnyugat boszorkái      | Cattle Annie and Little Britches           | Anna "Cattle Annie" McDoulet | Kiss Erika          |
| 1982 | Garp szerint a világ       | The World According to Garp                | Ellen James                  |                     |
| 1983 |                            | Daniel                                     | Susan Isaacson               |                     |
| 1984 |                            | The Hotel New Hampshire                    | Miss Dawn Miscarriage        |                     |
| 1985 |                            | Static                                     | Julia Purcell                |                     |
| 1987 |                            | Courtship                                  | Laura Vaughn                 |                     |
| 1987 | Mennyei szerelem           | Made in Heaven                             | Wiley Foxx                   |                     |
| 1989 |                            | Prisoners of Inertia                       | Sam                          |                     |
| 1990 | Joe és a vulkán            | Joe Versus the Volcano                     | Dagmar                       |                     |
| 1991 | A halászkirály legendája   | The Fisher King                            | Lydia Sinclair               | Kiss Erika          |
| 1992 | Szabad préda               | Freejack                                   | apáca                        | Kiss Erika          |
| 1992 |                            | The Lounge People                          | Sabrina                      |                     |
| 1993 | Elbaltázott nászéjszaka    | So I Married an Axe Murderer               | Rose Michaels                | Csere Ágnes         |
| 1993 | Hasznos holmik             | Needful Things                             | Nettie Cobb                  | Eszenyi Enikő       |
| 1994 | Ponyvaregény               | Pulp Fiction                               | Nyuszimuszi / Yolanda        | Vándor Éva          |
| 1994 |                            | Pax                                        | Franny                       |                     |
| 1995 | A pillangó csókja          | Butterfly Kiss                             | Eunice                       |                     |
| 1995 | Nostradamus                | Nostradamus                                | Medici Katalin királyné      | Jani Ildikó         |
| 1995 | Az utolsó esély            | The Final Cut                              | Rothstein                    | Orosz Helga         |
| 1995 | Angyalok háborúja          | The Prophecy                               | Rachael                      |                     |
| 1995 | Piások                     | Drunks                                     | Shelley                      |                     |
| 1996 | Halott lány                | Dead Girl                                  | Frida                        |                     |
| 1996 | Pokolsztráda               | Freeway                                    | Ramona Lutz                  | Csere Ágnes         |
| 1997 | Fej vagy írás              | American Perfekt                           | Sandra Thomas                | Vándor Éva          |
| 1997 | Herkules                   | Hercules                                   | Klóthó (hangja)              | Kassai Ilona        |
| 1997 | Csiri Bá!                  | A Simple Wish                              | Boots                        | Szirtes Ági         |
| 1997 |                            | Hysteria                                   | Myrna Malloy                 |                     |
| 1998 |                            | You Can Thank Me Later                     | Susan Cooperbeg              |                     |
| 1998 | Aki másnak sírt ás         | L.A. Without a Map                         | tulajdonos                   |                     |
| 1998 |                            | October 22                                 | Denise                       |                     |
| 1999 | 8 és 1/2 nő                | 8½ Women                                   | Beryl                        |                     |
| 2000 | A millió dolláros hotel    | The Million Dollar Hotel                   | Vivien                       | Román Judit         |
| 2000 | A millió dolláros hotel    | The Million Dollar Hotel                   | Vivien                       | Spilák Klára        |
| 2000 |                            | Du lebst noch 7 Tage                       | Ellen Shaw                   |                     |
| 2002 |                            | The Gray in Between                        | Jalyn                        |                     |
| 2002 | Balfék balhé               | Triggermen                                 | Penny Archer                 | Csizmadia Gabriella |
| 2002 | Ken Park                   | Ken Park                                   | Claude anyja                 | Keönch Anna         |
| 2003 | Az élet nélkülem           | My Life Without Me                         | Laurie                       | Németh Kriszta      |
| 2003 |                            | Ilaria Alpi - Il più crudele dei giorni    | Karin                        |                     |
| 2003 | Mimic 3. – Az őrszem       | Mimic 3: Sentinel                          | Simone Montrose              | Andresz Kati        |
| 2004 |                            | Satan's Little Helper                      | Merrill Whooly               |                     |
| 2008 | Lombikbibi                 | Inconceivable                              | Lesley Banks                 |                     |
| 2008 | Bosszú                     | Red                                        | Mrs. Diane Doust             | Molnár Zsuzsa       |
| 2008 | Érzék                      | Affinity                                   | Miss Helena Ridley           | Koffler Gizella     |
| 2008 |                            | 45 R.P.M.                                  | Caralee Lucas                |                     |
| 2009 |                            | Samurai Avenger: The Blind Wolf            | nő az autóban                |                     |
| 2010 |                            | The Making of Plus One                     | Kim Owens                    |                     |
| 2010 |                            | Girlfriend                                 | Celeste                      |                     |
| 2010 |                            | 1001 Ways to Enjoy the Missionary Position | Nora                         |                     |
| 2011 | Vámpír                     | Vampire                                    | Helga                        |                     |
| 2011 |                            | Dr. Ketel                                  | Louise                       |                     |
| 2012 |                            | Sophomore                                  | Miss June Hultz              |                     |
| 2012 | Szoba kilátások nélkül     | Small Apartments                           | Mrs. Luigiana Ballisteri     | Tornyi Ildikó       |
| 2012 |                            | Abigail Harm                               | Abigail Harm                 |                     |
| 2012 |                            | I Have to Buy New Shoes                    | Joanne                       |                     |
| 2013 | Az éhezők viadala: Futótűz | The Hunger Games: Catching Fire            | Wiress                       | Pálfi Kata          |
| 2014 |                            | Strangely in Love                          | Sarah nővér                  |                     |
| 2015 |                            | Reversion                                  | Elizabeth                    |                     |
| 2016 |                            | The Dancer                                 | Lili                         |                     |
| 2016 |                            | Honeyglue                                  | Alice                        |                     |
| 2018 | Bárkák vagyunk             | We Are Boats                               | Jimmie                       |                     |
| 2018 |                            | A Young Man with High Potential            | Ketura Stantz                |                     |
| 2019 |                            | Spiral Farm                                | Dianic                       |                     |
| 2021 |                            | Night Raiders                              | Roberta                      |                     |
| 2022 |                            | Showing Up                                 | Dorothy                      |                     |

Rövidfilmek
- 1993: Phone – Persimmon
- 2002: The Last Angel – az utolsó angyal
- 2009: First Time Long Time – Maggie
- 2011: Today's Headline – Amy
- 2017: Bird – Sam
- 2018: Freaks of Nurture – anya (hangja)
- 2019: Momster – Momster

### Televízió
Tévéfilmek
| Év   | Magyar cím               | Eredeti cím                                   | Szerep           | Magyar hang       |
| ---- | ------------------------ | --------------------------------------------- | ---------------- | ----------------- |
| 1984 |                          | The Dollmaker                                 | Mamie Childers   |                   |
| 1990 | Kojak: A könyvelő halála | Kojak: None So Blind                          | Phyllis          |                   |
| 1990 |                          | Gryphon                                       | Miss Ferenczi    |                   |
| 1992 | Miss Rose White          | Miss Rose White                               | Lusia Weiss      | Borda Éva         |
| 1992 | Az idő malmai            | Sands of Time                                 | Graziella nővér  |                   |
| 1993 | Az utolsó fény           | Last Light                                    | Lillian Burke    | Csere Ágnes       |
| 1993 | Mégis kinek a gyermeke?  | Whose Child Is This? The War for Baby Jessica | Cara Clausen     |                   |
| 1996 |                          | The Right to Remain Silent                    | Paulina Marcos   |                   |
| 1996 | Ne nézz vissza!          | Don't Look Back                               | Bridget          |                   |
| 1996 | A zongora alatt          | Under the Piano                               | Franny Basilio   | Frajt Edit        |
| 1999 | A főbérlő: a halál       | The Apartment Complex                         | Miss Chenille    | Farkasinszky Edit |
| 2002 | Nyomozólányok            | Get a Clue                                    | Miss Kim Dawson  | Kocsis Mariann    |
| 2002 |                          | Shadow Realm                                  | Tracy professzor |                   |

Sorozatok
| Év        | Magyar cím                               | Eredeti cím                       | Szerep                                            | Megjegyzések                               |
| --------- | ---------------------------------------- | --------------------------------- | ------------------------------------------------- | ------------------------------------------ |
| 1982      |                                          | ABC Afterschool Special           | Angela Dunoway                                    | 1 epizód                                   |
| 1987      | A simlis és a szende                     | Moonlighting                      | Jackie Wilbourne                                  | 1 epizód                                   |
| 1988      |                                          | The Equalizer                     | Jill O'Connor                                     | 1 epizód                                   |
| 1989      | Miami Vice                               | Miami Vice                        | Lisa Madsen                                       | - 1 epizód - magyar hangja: - Dudás Eszter |
| 1989      | Mesék a kriptából                        | Tales from the Crypt              | Peggy                                             | - 1 epizód - magyar hangja: - Kiss Erika   |
| 1989      |                                          | HBO Storybook Musicals            | narrátor                                          | 1 epizód                                   |
| 1989      | A jó oldalán                             | True Blue                         | Susan Lizar                                       | 1 epizód                                   |
| 1989–1990 |                                          | L.A. Law                          | Alice Hackett                                     | 6 epizód                                   |
| 1991      |                                          | The Hidden Room                   | Sarah Cole                                        | 1 epizód                                   |
| 1996–2000 | Végtelen határok                         | The Outer Limits                  | Dr. Theresa Givens                                | 2 epizód                                   |
| 1996      |                                          | Duckman: Private Dick/Family Man  | Fallopia hercegnő (hangja)                        | 1 epizód                                   |
| 1998      |                                          | Stories from My Childhood         | Királynő (hangja)                                 | 1 epizód                                   |
| 2002      |                                          | Night Visions                     | zeneprofesszor                                    | 1 epizód                                   |
| 2004      | Esküdt ellenségek: Különleges ügyosztály | Law & Order: Special Victims Unit | Miranda Cole                                      | 1 epizód                                   |
| 2006      | Csillagközi romboló                      | Battlestar Galactica              | Oracle Selloi                                     | 1 epizód                                   |
| 2007      |                                          | WordGirl                          | nő (hangja)                                       | 1 epizód                                   |
| 2009–2013 | Phineas és Ferb                          | Phineas and Ferb                  | Poofenplotz professzor / egyéb szereplők (hangja) | 4 epizód                                   |
| 2014      | Hannibal                                 | Hannibal                          | Katherine Pims                                    | 1 epizód                                   |
| 2015      | Feketelista                              | The Blacklist                     | Tracy Solobotkin                                  | 1 epizód                                   |
| 2020      | Ratched                                  | Ratched                           | Louise                                            | 7 epizód                                   |
| 2023      | Star Trek: Picard                        | Star Trek: Picard                 | Vadic százados                                    | 6 epizód                                   |

### Színpadi szerepek
| Év        | Magyar cím          | Eredeti cím             | Szerep             |
| --------- | ------------------- | ----------------------- | ------------------ |
| 1979      |                     | A Month in the Country  | Vera Aleksandrovna |
| 1979      |                     | Artichoke               | Lily-Agnes         |
| 1981      | Egy csepp méz       | A Taste of Honey        | Josephine          |
| 1982      |                     | Agnes of God            | Agnes nővér        |
| 1983      |                     | Lee Harvey Oswald       | Marina             |
| 1983      | Üvegfigurák         | The Glass Menagerie     | Laura Wingfield    |
| 1985      | Hazug képzelet      | A Lie of the Mind       | Beth               |
| 1986      |                     | You Never Can Tell      | Dolly Clandon      |
| 1987      | Pygmalion           | Pygmalion               | Eliza Doolittle    |
| 1990      |                     | Abundance               | Bess               |
| 1998      |                     | Killer Joe              | Sharla Smith       |
| 2005      |                     | L'Alouette (The Lark)   | Jeanne d’Arc       |
| 2006–2007 |                     | Summer and Smoke        | Alma Winemiller    |
| 2013      |                     | The Two-Character Play  | Clare              |
| 2017      | Az iguána éjszakája | The Night of the Iguana | Hannah Jelkes      |

## Fontosabb díjak és jelölések
- 1982 Tony-díj – Legjobb női mellékszereplő kategóriában[9]
- 2005 Emmy-díj – Legjobb női vendégszereplő televíziós drámasorozatban[9] (Különleges ügyosztály, Miranda Cole szerepéért)
- 1996 Emmy-díj – Legjobb női vendégszereplő televíziós drámasorozatban[9] (Végtelen határok, Theresa Givens szerepéért)
- 1992 Emmy-díj – Legjobb női mellékszereplő minisorozatban kategóriában[9] (Miss Rose White, Lusia szerepéért)
- 1992 Emmy-díj jelölés – Legjobb női mellékszereplő televíziós drámasorozatban[9] (L.A. Law, Alice Hackett szerepéért)
- 1992 Bafta-díj jelölés – Legjobb női mellékszereplő[9] (A halászkirály legendája, Lydia szerepéért)